# Guilhaine Dubos
Guilhaine Dubos, née le 10 juin 1956 à Rouen, est une actrice française.

## Biographie
- Conservatoire de Versailles (professeur : Marcel Tassencourt)
- École nationale arts et techniques théâtre (professeur : Genia, Michel Favori, Yves Gasc.)
- École du cirque Annie Fratellini (fil, jonglage)
- Théâtre No

### Vie privée
Elle est la fille du peintre sculpteur Amaury Dubos, architecte, également directeur de la culture et chef de rubrique (maquette) à L'Humanité dimanche.
Elle a été mariée avec l'acteur Cris Campion avec qui elle a eu une fille Cléo.

## Filmographie

### Cinéma
- 1975 :	L’Amour en herbe 1er, rôle Martine, réalisation Roger Andrieux
- 1975 :	Le Petit Marcel, rôle Michèle, réalisation Jacques Fansten
- 1976 :	Moi, fleur bleue, rôle Sophie, réalisation Éric Le Hung
- 1976 :	Un taxi mauve, Sofracima production Robert Enrico
- 1978 :	Les Bidasses en vadrouille 1er rôle Martine, réalisation Christian Casa  producteur Michel Ardan
- 1979 :	Deux lions au soleil, rôle Annie, réalisation Claude Faraldo
- 1980 : Pile ou face, rôle Christine, réalisation Robert Enrico
- 1985 : Cinématon #552, elle-même, réalisation de Gérard Courant
- 1988 :	Envoyez les violons, rôle Suzy, réalisation Roger Andrieux

### Télévision
- 1974 : La Mort du Titan, rôle Cary Pringel /Vitold Wagner   réalisation Josée Dayan
- 1975 : Les Cinq Dernières Minutes, épisode Patte et griffe de Claude Loursais : Colette
- 1975 : Monsieur les jurés l’affaire Beauquesme, rôle Mme Delfond, réalisation Witta
- 1976 : La Belle Otéro, réalisation. Sugere production SFP
- 1977 : Les Cinq Dernières Minutes, épisode Le Goût du pain de Claude Loursais : Annette
- 1977 : Docteur Erika Werner, rôle Sophie, réalisation Paul Sigriest
- 1979 : Quelque chose dans son rêve, rôle Françoise, réalisation Borami Thioulong
- 1980 : Mon enfant, ma mère 1er rôle Jeanine réalisation Serge Moati
- 1980 : T’es grand et puis t’oublies rôle Jeanine, réalisation Serge Moati
- 1981 : Le Beau Monde, rôle Sylvie, réalisation Michel Polac
- 1981 : Paris-Saint-Lazare, rôle Delphine, réalisation Marco Pico
- 1988 : La louve, de José Giovanni : Jennie
- 1988 : Cas de divorce Morin contre Morin, Mme Morin rôle  réalisation G. Espinasse
- 1988 : La Bourse ou la vie, Mme Galtier, réalisation Roger Pigault

#### Directrice de casting
- 1987 : La Maison assassinée,  Georges Lautner  (cast fig.)
- 1987:  L'Or du diable, réalisation Jean-Louis Fournier téléfilm
- 1988 : La Vouivre, réalisation Georges Wilson Gaumont

## Théâtre
- 1973 : La locandiera, metteur en scène Marcel Tassencourt
- 1974 : Les Contes d'hivers, mise en scène Michel Favori
- 1975 : Il ne faut jurer de rien Musset il faut qu'une porte soit ouverte ou fermée festival Carcassonne
- 1978/1979 : La Grande Voile des petites causes, mise en scène Pierre Cavassilas TBN

### Danse
- 1988 : Le Délire du serpent, mise en scène Mohamed Driss, théâtre national tunisien

## Enseignement
- 1994/1997 Création de Panthere formations : formations aux métiers du spectacles en collaboration et ANPE spectacle
- AFDAS ministère Culture fonds européens
- Formations à l'écriture du scénario
- Formations au métier d'acteur
- Réalisations de clips et vidéos professionnelles
- Créations de nombreux projets culturels
- Directrice de formation et formatrice pour l'aide à la réinsertion sociale et professionnelle (ANPE/ DDTE).

## Radio
- 1978 : écriture et mise en scène pour les tréteaux de la nuit : Anonyme.

Puis, elle exerce successivement les métiers de restauratrice, chef de projet informatique, directrice de cabinet d'architectes.